# Modena Football Club 2018
Il Modena Football Club 2018, meglio noto come Modena, è una società calcistica italiana con sede nella città di Modena. Milita in Serie B, la seconda divisione del campionato italiano.
Il sodalizio, sorto nel 2018, è l'erede del Modena Football Club, fondato nel 1912 e fallito nel 2017, da cui è tramandata la tradizione sportiva che vanta 28 partecipazioni complessive al massimo campionato italiano di calcio (dove il miglior piazzamento è un terzo posto nella Serie A 1946-1947). Nel suo palmarès si annoverano inoltre la vittoria di due campionati di Serie B, due Supercoppe di Serie C e, in campo internazionale, due Coppe Anglo-Italiane (competizione in cui la squadra modenese vanta il primato di successi) e un Torneo Internazionale dell'Amicizia di Ginevra.
In virtù di ciò, il club è il sodalizio più prestigioso della provincia di appartenenza vantando la 21ª miglior tradizione sportiva in Italia. Il Modena occupa inoltre il 32º posto nella classifica perpetua della Serie A e il 4º in quella della Serie B.

## Storia

### Le origini

Una formazione dell'Audax Foot Ball Club nel 1912, anno della fusione con l'Associazione Studentesca del Calcio che portò alla nascita del Modena Football Club.

Dopo alcune sporadiche esibizioni a livello scolastico nei primi anni del XX secolo, sotto la spinta degli studenti universitari (tra cui spicca l'impulso di Luigi Ventura) e di quelli dell'Istituto Tecnico, all'inizio del 1910 nacque a Modena l'Associazione Studentesca del Calcio, che partecipò nelle stagioni 1911 e 1912 ai tornei regionali di III e II Categoria, vincendoli. Tra la fine del 1911 e l'inizio del 1912 sorse poi l'Audax Foot Ball Club, in rappresentanza del Liceo San Carlo. Dopo un breve periodo di rivalità cittadina, le due società decisero di fondersi, non senza qualche mugugno, il 5 aprile 1912; la decisione venne pubblicata sugli organi di stampa cittadini, e il giornale Il Panaro pubblicò così la notizia della fusione societaria:
La sua prima struttura societaria prevedeva Giuseppe Salotti, docente universitario, quale presidente, il tenente Claudio San Donnino, ricco possidente cittadino, quale presidente onorario, e una Commissione Tecnica composta da Silvio Secchi, in qualità di Direttore Tecnico, e da Luca Mariani e Francesco Vaccari.

### Anni 1910

Il Modena del 1914-1915

Dopo aver ottenuto dall'Amministrazione Comunale l'area dell'ex Velodromo per l'ubicazione dello Stadio cittadino (area nella quale la società ha poi giocato tutte le gare interne della propria storia) e l'ammissione al campionato di Prima Categoria, espressione del massimo livello calcistico, il Modena partecipò alla sua prima stagione (1912-1913) nel girone Veneto-Emiliano, dapprima con solo elementi locali (Secchi, Mariani, Zanasi, Minchio, Zanetti - il futuro dirigente federale degli anni 1920 e 1930), poi, dopo i primi rovesci, pescando alcuni giocatori oltre provincia quali Diaderico Raffaldini, Brassi e Soresina. Quel primo torneo terminò con una sola vittoria, nel derby interno contro il Bologna, e tutte sconfitte.
Approfittando (al pari di Juventus e Racing Libertas) del blocco delle retrocessioni nell'estate del 1913, il Modena ottenne di giocare sempre in Prima categoria anche nella successiva stagione, 1913-1914, nella quale la società decise di ingaggiare il primo straniero della sua storia, l'inglese Roberts: grazie alle sue capacità tecniche e alla maturata esperienza dei ranghi della squadra, il Modena si classificò al 3º posto nel girone. Nella stagione 1914-1915, il Modena, pur partendo con qualche ambizione, si vide inserito nel girone Lombardo, molto più qualificato tecnicamente. Nonostante l'ingaggio dei due nuovi calciatori Giuseppe Forlivesi e Bernardo Perin, al termine della stagione il Modena risultò ultimo, pagando duramente dazio nel girone, ottenendo un'unica vittoria contro il Como.
Nel novembre del 1914 arrivò a Modena la notizia "sensazionale" dell'ingaggio di Attilio Fresia di ritorno dal Reading, uno dei migliori esponenti del calcio dell'epoca, primo giocatore italiano a essere tesserato per una squadra inglese. Pendendo sul suo capo una squalifica per professionismo, Fresia non poté partecipare alle gare di quel campionato, tuttavia gli vennero affidati incarichi di allenatore della squadra. I suoi metodi innovativi, la sua idea di calcio furono alla base, per molti anni, della scuola calcistica modenese.
Allo scoppio della Grande Guerra gli organi federali decisero di annullare il campionato di calcio, tuttavia la passione di calciatori e pubblico creò una pressione tale che fu ideato un torneo succedaneo, la Coppa Federale, al quale parteciparono le principali formazioni dell'epoca. Il Modena, dopo aver vinto il girone eliminatorio contro Bologna e Audax, contese fino all'ultima gara contro il Genoa (sconfitta per 2-3), e la vittoria finale al Milan. In quel periodo la squadra poteva contare sulla presenza a Modena del XX Autoparco, Reggimento automobilistico di retroguardia, nel quale affluirono grandi campioni dell'epoca, quali Ara, Leone, Albertoni, Varese, Gay. Nella stagione 1916-1917 il Modena partecipò alla Coppa Emiliana istituita dal Comitato Regionale, aggiudicandosi il trofeo nella finale giocata a Mantova il 25 marzo 1917, sconfiggendo per 5-1 il Bologna, che era terminato a pari punti.

### Anni 1920

La squadra del 1919-1920, alla ricostituzione della società dopo la Grande Guerra.

Al termine della guerra la società fu ricostituita. Partiti i grandi campioni del periodo bellico, la squadra venne imperniata su Giuseppe Forlivesi, diventato uomo simbolo del Modena, da qualche giocatore del periodo precedente (Minchio, Vandelli, Barbieri) e pescando in profondità calciatori nelle squadre del movimento uliciano che, nel periodo bellico e immediatamente successivo al termine del conflitto, erano proliferate in città, sia sotto la spinta dell'emulazione dell'attività del XX Autoparco, che grazie agli insegnamenti di Attilio Fresia. Nella stagione 1919-1920 il Modena vinse il girone regionale e arrivò al 3º posto nel girone B delle Semifinali Nazionali, dietro a Juventus e US Milanese. Nella successiva stagione il Modena si impose di nuovo nel girone regionale garantendosi anche la finale regionale per il primo posto contro il Bologna, vincitore dell'altro girone regionale, finale persa per 1-0 solo ai supplementari della partita di spareggio giocata a Ferrara dopo aver nettamente perso l'andata a Bologna per 1-10 e vinto la seconda in casa per 1-0. Venne successivamente inserito nel girone B delle Semifinali Nazionali, con Alessandria, Andrea Doria e US Milanese.
I canarini contesero il passaggio del turno ai grigi piemontesi, dai quali vennero sconfitti solo in un incontro di spareggio (0-4) giocatosi a Milano nel luglio del 1921. Nell'estate di quell'anno il Modena, come la maggior parte delle squadre più importanti dell'epoca, decise di fare fronte comune con le società scissioniste che andarono a formare la C.C.I. I canarini furono inseriti nel girone B della Lega Nord, e riuscirono a ottenere un quarto posto finale, sempre con ranghi formati quasi esclusivamente da elementi cittadini. Rientrata la scissione dell'anno precedente il Modena si classificò al 6º nel girone B della Lega Nord di Prima Divisione nella stagione 1922-1923, nella quale Fresia fece esordire a sorpresa due giovani speranze: Bruno Dugoni e Luciano Vezzani.
Nella stagione 1922-1923 il Modena, per festeggiare i suoi primi dieci anni di vita, organizzò un torneo non ufficiale ad inviti, la Coppa Oro, con in palio un trofeo d'oro a 18 carati che sarebbe stato assegnato alla squadra che avesse vinto il torneo per due volte. Furono necessarie tre edizioni al termine delle quali ne uscì vincente la squadra modenese che vinse la seconda e la terza edizione.

Il Modena del 1928-1929

Un settimo posto nella stagione 1923-24, con la sempre maggiore maturazione dei calciatori locali, suggerirono alla dirigenza di essere più intraprendente nel compiere passi per la stagione 1924-1925. La squadra, composta da elementi locali ormai conosciuti a livello nazionale (Brancolini, Boni, Benassati, Dugoni, Scaltriti, Vezzani, Breviglieri, Forlivesi) venne migliorata con l'acquisto dei due interni ungheresi Róbert Winkler e Dezső Tichovszky, a rinforzare la linea d'attacco dei gialli. In più, venne assunto il tecnico ungherese Gonda a cui vennero affidate interamente le decisioni tecniche, per la prima volta nella storia della società. Il Modena partì di slancio e per lunghi tratti comandò il girone A di Lega Nord - Prima Divisione, con il Genoa quale principale antagonista. La prematura morte di Tichovszky (sostituito dall'esordio di un giovane Alfredo Mazzoni), l'infortunio (frattura) di Winkler all'inizio del girone di ritorno e alcune contestate decisioni di posticipare 3 gare del Genoa al termine del campionato non consentirono al Modena l'approdo alla finale della Lega Nord contro i cugini felsinei, proprio a vantaggio dei liguri.
Nonostante propositi ambiziosi della società, il Modena terminò al 3º posto nel girone A di Lega Nord, stagione 1925-26, piuttosto distanziato dalla coppia Bologna-Torino; nella stagione 1926-1927 i canarini ottenerono un 6º posto nel girone A della Divisione Nazionale, disputando poi la Coppa CONI, trofeo riservato alle squadre che non erano riuscite a qualificarsi al girone finale della Divisione Nazionale, chiudendo però al quarto posto del girone B. Sempre nella stagione 1926-1927 il Modena esordì nella Coppa Italia, dove i canarini uscirono al terzo turno, sconfitti dalla Pro Vercelli per 7-2. Fece seguito un 5º posto nel girone B della Divisione Nazionale 1927-1928, proprio a ridosso delle squadre promosse per il girone finale che avrebbe assegnato il Titolo Italiano, ma garantendo l'ammissione alla Coppa CONI, nella quale il Modena raggiunse la finale, persa per 1-2 contro la Roma solo ai supplementari della partita di spareggio giocata a Firenze dopo che l'andata e il ritorno erano terminati in pareggio (0-0 a Roma, 2-2 a Modena). La Divisione Nazionale 1928-1929, ancora divisa in due gironi, avrebbe consentito l'accesso alla nuova Serie A, campionato unico per la prima volta nella storia del calcio nazionale, alle prime otto squadre di ogni raggruppamento. Il Modena venne inserito nel girone A nel quale ottenne un 6º posto finale, sotto la spinta di calciatori come Boni, Dugoni, Mazzoni (capocannoniere della squadra con 15 reti) e Piccaluga.

### Anni 1930 e 1940

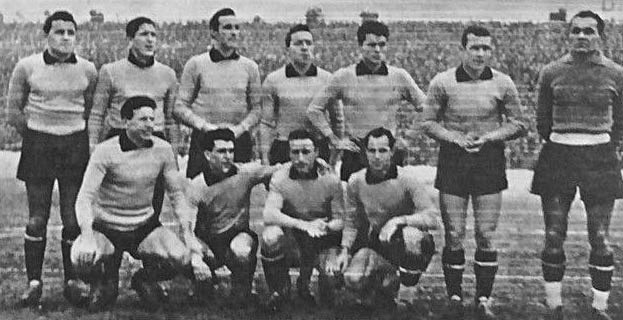
Il Modena che, nella stagione 1946-1947, colse lo storico terzo posto in Serie A, tuttora il miglior piazzamento dei gialloblù nella massima categoria.

Il primo campionato di Serie A 1929-1930 vide ai nastri di partenza un Modena che già negli anni precedenti aveva manifestato via via una incipiente crisi economica della società, con l'obbiettivo di salvarsi. Dopo una discreta partenza, il Modena ebbe una netta flessione nella parte centrale del campionato che la collocò in piena zona retrocessione per buona parte del girone discendente: solo 7 punti nelle ultime 4 gare consentirono ai canarini di evitare la retrocessione. Nella successiva stagione 1930-31, pur con i medesimi propositi di salvezza, il Modena si dimostrò per lunga parte del torneo come la migliore delle provinciali (venendo poi sopravanzata dal Brescia), chiudendo con un onorevole 10º posto finale.
I sempre maggiori effetti della crisi societaria convinsero al dirigenza a cedere Alfredo Mazzoni, che era assieme a Bruno Dugoni uno dei due giocatori simbolo della squadra. La stagione 1931-1932 vide il Modena retrocedere in Serie B dopo una stagione tribolata, nella quale i canarini non trovarono mai né gioco né risultati. Dopo tre stagioni nella Serie A, da poco istituita, nel 1932 arrivò la prima retrocessione in Serie B, cui il Modena non seppe reagire: due secondi posti consecutivi, poi il 3° nel 1935, sembrava una maledizione. Arrivò intanto nel 1936 l'inaugurazione del nuovo stadio, inizialmente denominato semplicemente Comunale, che nel maggio-giugno 1938 fu intitolato a Cesare Marzari, ex giocatore gialloblù caduto nella guerra civile spagnola; nel febbraio 1957 cambiò nuovamente nome venendo intitolato al ginnasta modenese Alberto Braglia, vincitore di tre ori olimpici. In quegli anni la società cambiò anche la denominazione da Modena F.C. in Modena Calcio, in ossequio alle direttive del regime volte all'eliminazione di ogni parola straniera nel lessico sportivo.
Nel campionato 1937-1938 vi fu il ritorno in Serie A, mentre l'anno successivo il Modena si salvò per un solo punto. All'inizio della stagione 1939-1940 comparvero anche i numeri sulle maglie dei giocatori. La squadra venne rinnovata ma gli acquisti si rivelarono al di sotto delle aspettative e così fu di nuovo serie cadetta. Nel periodo bellico, furono diversi i giocatori che il Modena riuscì a lanciare: Vittorio e Lucidio Sentimenti, Renato Braglia, Maino Neri, Ermando Malinverni e Otello Zironi. Tra gli stenti dovuti alla guerra, il Modena si barcamenò tra la A e la B, in attesa di tempi migliori. Da ricordare la semifinale raggiunta nella Coppa Italia 1941-42, persa per 4-1 contro la Juventus, tutt'oggi il miglior risultato raggiunto dal Modena nella Coppa nazionale.

Il Modena del 1947-1948, sesto classificato in massima serie.

Tempi migliori che coincisero con la fine della Seconda guerra mondiale: nella stagione 1946-1947 il Modena infatti chiuse al terzo posto in Serie A, dietro al Grande Torino e alla Juventus, che lo sopravanzò di sole due lunghezze. Fu sorprendente che quel gruppo fosse riuscito ad arrivare così in alto pur avendo inserito, durante il mercato, ben undici nuovi giocatori. Fu quello il miglior campionato di A dei gialloblù, che in casa ottennero anche risultati clamorosi come il 6-1 inflitto al Napoli, le vittorie su Juve, Inter e Roma nonché le "doppiette" (successi in casa e trasferta) rifilate alla Lazio e alla Fiorentina.
L'anno successivo il Modena chiuse al 5º posto e, con diversi giocatori che ormai facevano parte della Nazionale italiana (come Enzo Menegotti, Francesco Pernigo, Maino Neri e Valerio Cassani, tutti presenti al torneo di calcio della Olimpiadi di Londra del 1948), sembrava destinato a entrare tra le grandi del calcio italiano. Ad inizio stagione, il Modena fu designato dalla FIGC per andare a disputare in Svizzera il Torneo Internazionale dell'Amicizia di Ginevra in quella che fu la prima competizione internazionale a cui prese parte la squadra gialloblù. Il Modena vinse poi il torneo battendo in finale il Servette per 4-0.
Ma le vicissitudini societarie, culminate nelle dimissioni del presidente prima e dell'allenatore poi, portarono la squadra, nel campionato successivo, al penultimo posto e quindi alla retrocessione in Serie B.

### Anni 1950
Il Modena provò subito a ritornare nella massima serie, ma chiuse il campionato solamente al 5º posto. Ci riprovò la stagione successiva, nel 1950-1951, ma riuscì solo a sfiorare l'impresa, conquistando un 3º posto finale. Ed ebbe così inizio la grande fuga dei talenti modenesi nelle squadre più blasonate: fu il caso, tra i tanti di Maino Neri, di Sergio Brighenti e di Giorgio Ghezzi. I risultati ne risentirono: un 8º e due 10º posti consecutivi cominciarono a ridimensionare i progetti modenesi, che solo lievemente tornarono felici quando nella stagione 1954-55 giunse di nuovo 3º.
Intanto, le finanze cominciavano a ristagnare. Il Modena sembrava sul punto di collassare, quando la Zenit (un'azienda cremonese di carburanti e lubrificanti) si offrì di abbinare il proprio nome alla squadra (le canoniche sponsorizzazioni erano, infatti, ancora vietate nel calcio italiano). Fu una manna dal cielo: 100 milioni di lire (una cifra colossale all'epoca) per un'ambiziosa campagna acquisti con cui tentare la scalata alla Serie A. Soldi spesi con oculatezza, che diedero risultati immediati nella prima parte della stagione; poi, un girone di ritorno disastroso costrinse lo Zenit Modena ad "accontentarsi" del 7º posto. L'anno dopo andò ancora peggio: 14º posto e retrocessione evitata per pochi punti. La Zenit a questo punto si ritirò, e al Modena (ritornato alla sua classica denominazione) non restò che vendere il vendibile e sperare in qualche giovane promessa: tuttavia, malgrado un'ottima prima metà di campionato, un disastroso girone di ritorno fu la causa della retrocessione per la prima volta nella storia della società in Serie C.

### Anni 1960 e 1970

Il Modena del 1962-1963

Nonostante il ritiro dei finanziamenti della Zenit e la retrocessione in Serie C, il nuovo organico modenese compì un doppio salto spinto dai gol di Enrico Pagliari: vinse la Serie C 1960-1961 e giunse 2º nella Serie B 1961-1962, appaiato al Napoli, appena vincitore della Coppa Italia di quella stagione. Nel primo anno in Serie A, che mancava dal 1949, la squadra si salvò grazie anche ai gol della ex mezzala della Nazionale brasiliana Cinesinho, ma nell'anno successivo le cose si complicarono: alla fine del campionato, il Modena era 15º ma a pari punti con la Sampdoria, contro la quale si giocò la permanenza in Serie A. Lo spareggio si giocò il 7 giugno 1964 a Milano, campo neutro: Sampdoria-Modena 2-0 e ritorno in Serie B. La stagione 1963-1964 vede la squadra canarina partecipare anche ad un torneo internazionale: i gialloblù furono invitati a partecipare alla Coppa Piano Karl Rappan, il Modena vinse il proprio girone composto dai belgi de La Gantoise (l'attuale Gent), i francesi del Tolosa e gli svizzeri dello Young Boys, qualificandosi al primo turno eliminatorio, perso contro i cecoslovacchi dello Slovnaft Bratislava, futuri vincitori della competizione, ma qualificandosi comunque ai quarti come una fra le due migliori sconfitte, dove trovarono nuovamente lo Slovnaft che li eliminò una seconda volta.
Nei sette anni di B successivi il Modena raggiunse, come massimo traguardo, il 6º posto, rimanendo lontano dalla lotta per la promozione. In compenso, sfiorò la retrocessione nel campionato 1968-1969, quando si salvò solo per miracolo e chiuse 17º. Era l'inizio degli anni più duri: la lunga parentesi della Serie B finì nel campionato 1971-1972, quando il Modena chiuse all'ultimo posto e precipitò in Serie C. Inizialmente, si verificò comunque l'ottimismo della prima retrocessione in Serie B, quando si pensava che per il Modena sarebbe stata una passeggiata o poco più. Invece gli ci vollero tre anni difficili per risalire, quando finalmente vinse il campionato 1974-1975 grazie anche ad un prolifico attaccante quale Roberto Bellinazzi, detto Baffo-gol, che nei successivi quattro anni raggiungerà il traguardo di oltre 50 gol segnati in maglia canarina.

Il Modena del 1975-1976

Due campionati "anonimi" del Modena (un 8º e un 17º posto) sembravano il preludio di un lungo periodo di militanza in cadetteria. Invece, un'ennesima crisi finanziaria portò la squadra sull'orlo del fallimento, e di conseguenza la squadra fu smantellata. Imbottita di giovani di belle speranze ma di poco bagaglio tecnico, il Modena affondò prima in Serie C1 (come si era chiamata in quegli anni la terza divisione) e la stagione successiva addirittura in Serie C2 (prima e unica volta della storia del club canarino).

### Anni 1980 e 1990
La Serie C2 fu comunque un'esperienza passeggera: la crisi societaria fu risolta con l'ingresso dell'industriale Bergamini e anche grazie alla rivelazione di Stefano Cuoghi, al primo tentativo la vittoria del campionato della stagione 1979-1980 fu assicurata, e la C1 riconquistata, dopo un duello con Trento e Padova. La tifoseria però è costretta a subire diverse delusioni: dopo il 12º nella stagione 1980-1981, la stagione successiva il Modena chiude 3º per un solo punto. La società intanto aveva cambiato proprietà: era entrato Francesco Farina che rimarrà alla direzione per i successivi 15 anni.
Arrivano poi due trofei internazionali: il Modena si aggiudica la Coppa Anglo-Italiana del 1981 e del 1982, battendo in finale, rispettivamente, gli inglesi del Poole Town e quelli dello Sutton Utd, vittorie che consentono al Modena di detenere il record di più titoli della competizione, soppressa nel 1996. Ma le vittorie non seguono invece in campionato, dove il Modena giunge nelle deludenti 11ª, 10ª e 8ª posizione nei tre anni a seguire. Nel campionato 1985-86, al secondo anno sotto la guida di Luigi Mascalaito e grazie anche ai gol di Sauro Frutti, arriva la promozione in B, ottenuta all'ultima giornata nella partita vinta contro l'Ancona grazie alla rete di Damiano Longhi, davanti a circa 16000 spettatori. Dopo la salvezza nella stagione 1986-1987 (conclusasi con la vittoria nel derby contro il Bologna, successo che mancava da quaranta anni esatti) e il ritorno nella Coppa Italia maggiore dopo nove anni, nel campionato 1987-1988 arriva la nuova retrocessione in Serie C1.

Il Modena del 1980-1981, vincitore della sua prima Coppa Anglo-Italiana.

Gli anni 1980 si chiudono con la vittoria del campionato di Serie C1, sotto la guida tecnica di Renzo Ulivieri, che vale il nuovo ritorno in Serie B, grazie ad un ottimo reparto difensivo e al portiere Marco Ballotta che subì solo 9 reti in tutto il campionato. Dopo tre salvezze raggiunte faticosamente, nella stagione 1993-1994, il Modena, che vede nella propria rosa anche Enrico Chiesa e Giuseppe Baresi, chiude al 18º posto e retrocede in C1. Nella stagione successiva 1994-1995 la squadra retrocesse in C2, dopo aver perso i play-out con la Massese (sconfitta 0-2 in casa e pareggio 2-2 in trasferta). I canarini rimasero per poche settimane in quarta serie, grazie alle mancate iscrizioni di Crevalcore, Siracusa e Barletta che rinunciarono a iscriversi alla C1 fallendo o venendo radiate: il Modena (secondo nella graduatoria dei ripescaggi) venne ripescato a fine luglio. La proprietà della squadra passa al conte Giuseppe Degli Albertini e la presidenza di Mauro Bassinghi. Questa stagione vide esordire nelle file canarine un giovane Luca Toni, alla sua prima esperienza nel calcio professionistico.

Il Modena vincitore del campionato di Serie C1 1989-1990, girone A.

Gli anni successivi furono caratterizzati da complesse vicende societarie e tecniche, tanto da portare quattro punti di penalizzazione per illecito amministrativo nella stagione 1996-1997 (ridotti dai sei iniziali) a causa di una fideiussione irregolare. La società trovò poi tranquillità con l'acquisto della squadra da parte dell'imprenditore Luigi Montagnani nel gennaio 1997. Dopo un'annata interlocutoria, nella stagione 1998-1999 arriva il 4º posto e la qualificazione ai play-off poi persi contro il Lumezzane, frutto di due sconfitte (1-3 in casa e 1-2 in trasferta). La stagione successiva arriva una salvezza ottenuta con l'arrivo a metà stagione del tecnico Gianni De Biasi.

### Anni 2000
Il 20 luglio 2000, la società conosce un lutto: la morte del presidente Montagnani, stroncato da un malore a quasi 78 anni. L'incarico viene così assunto da Gianpaolo Manfredi, mentre in panchina è confermato De Biasi. Un altro episodio disdicevole è legato alla data del 19 novembre, quando - dopo la sconfitta di Como - Bertolotti è colpito con un pugno alla testa dal lariano Ferrigno: nel cadere a terra il giocatore modenese batte violentemente il capo, circostanza che - dopo una settimana di coma ed un intervento chirurgico - ne determina l'addio alla carriera agonistica. Dal punto di vista sportivo, i canarini conoscono invece maggiori soddisfazioni: oltre a raggiungere le semifinali della Coppa Italia di categoria (eguagliando un risultato già conseguito in altre due occasioni), si impongono infatti in campionato (ritrovando la Serie B dopo sette anni) e Supercoppa di C. La stagione 2001-02 vede i gialloblu affrontare la divisione cadetta con un organico pressoché immutato, conseguendo un'altra promozione. Viene in tal modo ritrovata la Serie A, dove la compagine aveva concorso per l'ultima volta nel 1964. Il Modena nella stagione 2002-03 ottiene 38 punti in classifica, certificando all'ultima giornata una salvezza già ipotecata nelle settimane precedenti. I risultati degli scontri diretti premiano gli emiliani, lasciando Atalanta e Reggina a contendersi l'ultimo posto tramite uno spareggio.
Per la stagione 2003-04 fu ingaggiato Alberto Malesani, segnalatosi grazie ad un discreto avvio in campionato. Malgrado una posizione tranquilla al giro di boa, Malesani entrò in polemica con lo spogliatoio ed in particolare col capitano Marco Ballotta. Dopo un periodo senza vittorie, fu sostituito in panchina da Gianfranco Bellotto. Il Modena conobbe la retrocessione all'ultima domenica, perdendo 1-2 sul campo della Lazio. Nel giugno 2004 sedette in panchina Stefano Pioli, che condusse la squadra - penalizzata di un punto (ridotto dai quattro iniziali) per il coinvolgimento in un giro di scommesse - ad un passo dal ritorno in massima categoria, sfumato per la sconfitta all'ultima giornata contro l'Ascoli (diretta concorrente degli emiliani).
Nella stagione 2005-2006, il Modena, con un centravanti come Cristian Bucchi, che segna 29 gol in campionato e uno nei play-off, giunge agli spareggi promozione seppur con una crisi di risultati giunta verso metà campionato che ha portato all'esonero Pioli e all'arrivo di Maurizio Viscidi e nuovamente il ritorno di Pioli dopo tre giornate. Nelle semifinali play-off è stato poi eliminato dal Mantova, i due pareggi (0-0 in casa e 1-1 in trasferta) hanno sorriso ai virgiliani, premiati per il miglior piazzamento in campionato. In Coppa Italia, come l'anno precedente, esce subito ad agosto al primo turno, eliminato dal Cittadella.
L'anno dopo, con il nuovo mister Daniele Zoratto e con un organico indebolito dalla cessione di Bucchi ma con una partenza abbastanza positiva in Coppa Italia (eliminato al terzo turno dal Genoa), il Modena è passato dalla lotta per la A a quella per evitare la C1. Tuttavia, l'obiettivo è stato conseguito solo all'ultima giornata grazie alla vittoria interna sul Frosinone; importante fu anche il cambio di rotta avvenuto con l'arrivo di Bortolo Mutti come allenatore. Per il campionato 2007-08, il Modena, eliminato al primo turno di Coppa Italia dal Bologna, si presenta con un organico in grado di raggiungere la salvezza. Dopo una buona partenza, però, i canarini affondano in un lungo periodo nero di ben 15 partite senza vittorie, durante il girone di ritorno, culminato con l'esonero di Mutti e il ritorno del discusso Daniele Zoratto. La nuova avventura di Zoratto si conclude con la salvezza giunta alla penultima giornata grazie alla vittoria contro l'Ascoli.
La stagione 2008-2009 verrà ricordata a lungo come una delle più difficoltose per il Modena. Un'annata cominciata sotto i cattivi auspici di un'estate dominata dall'incertezza dal punto di vista societario. Si susseguono, infatti, anche durante tutto l'anno, voci su possibili acquirenti della società di Romano Amadei, intenzionato a passare di mano il Modena. Il risultato è una squadra mal costruita che fatica molto nella prima parte di campionato; in agosto viene anche eliminato dall'Atalanta nel terzo turno di Coppa Italia. In campionato, i soli 16 punti del girone di andata fanno da contraltare ai 35 del girone di ritorno, culminati con la vittoria all'ultima giornata a Trieste contro la Triestina e al quindicesimo posto finale che sancisce una miracolosa salvezza. Una tale inversione di marcia è la summa di vari fattori tra cui il ritorno di Alex Pinardi da un lungo infortunio, i gol ritrovati di Salvatore Bruno e il cambio in panchina alla 23ª giornata quando Daniele Zoratto viene sostituito dal suo vice Luigi Apolloni.
Nella stagione successiva i canarini restano a lungo in lotta per i play-off, ma un calo nel finale portò la squadra a giocarsi addirittura la salvezza all'ultima giornata, poi conquistata grazie a un 3-2 (all'inizio del secondo tempo i gialloblù erano sotto per 2 reti a 0) contro il Gallipoli. In Coppa Italia esce subito al secondo turno, eliminato ai rigori dal Novara.

### Anni 2010
L'annata successiva inizia con un passaggio societario: il 29 giugno 2010 Romano Amadei cede il 49% del Modena alla consociata Ghirlandina Sport che vede, tra gli altri nomi, quello di Roberto Casari (presidente di CPL Concordia) che diverrà proprietario della società. Ghirlandina Sport rileva completamente la società a gennaio 2011. Come D.S. viene confermato Fausto Pari mentre in panchina viene chiamato Bergodi, che conduce i canarini al 10º posto finale e al terzo turno di Coppa Italia, eliminato dal Bologna.
Il campionato del Centenario, 2011-2012, non inizia nel migliore dei modi, ragion per cui, nel novembre 2011 viene nominato Agatino Cuttone come allenatore della prima squadra in sostituzione di Cristiano Bergodi con la squadra al quart'ultimo posto in classifica. Il cammino di Cuttone, che ottiene risultati di rilievo, non durerà molto sulla panchina dei canarini venendo presto esonerato in favore del ritorno di Cristiano Bergodi. La squadra, grazie a una serie di dieci risultati utili consecutivi, si riprende e chiude la stagione al 12º posto. In Coppa Italia il cammino si conclude a novembre al quarto turno dove i canarini vengono eliminati dal Chievo.
Nel luglio 2012 il patron Casari passa il 64% del Modena nelle mani della società romana Acgf con a capo l'imprenditore Stefano Commini che diventa il nuovo proprietario, portando con sé Alessio Secco (direttore generale, ex Juventus), Giuseppe Cannella (direttore sportivo) e il procuratore Antonio Caliendo (consulente). Nella stagione 2012-2013 il Modena parte con due punti di penalizzazione dovuti allo scandalo del Calcioscommesse 2011. L'allenatore è Dario Marcolin; la squadra resta spesso a ridosso della zona play-off, ma nel girone di ritorno accusa un brusco calo e Marcolin viene esonerato il 20 marzo, venendo sostituito da Walter Novellino. Il team chiude il campionato all'8º posto, mentre in Coppa Italia si ferma al terzo turno eliminato dalla Reggina. In evidenza il grande rendimento di Ardemagni, realizzatore di ben 23 reti, a un solo gol dal capocannoniere di Serie B, Cacia. Il 24 marzo 2013 muore a 41 anni Paolo Ponzo, centrocampista che ha militato nella squadra emiliana dal 2000 al 2005. Giocatore molto amato dalla tifoseria gialloblù, tanto che il 5 aprile 2013 in occasione del suo 101º anniversario, il Modena lo ha voluto ricordare con una targa posta sotto la gradinata dello Stadio Alberto Braglia.
La stagione successiva vede un nuovo cambio ai vertici: Antonio Caliendo, entrato in società l'anno prima, diventa azionista di maggioranza della Acgf (già di sua proprietà), società che detiene il Modena, divenendo il nuovo proprietario. Successivamente la Acgf lascia, e il pacchetto di maggioranza del Modena viene trasferito alla società lussemburghese World Promotion Company, una holding di cui Caliendo è amministratore. La squadra, invece, disputa un buon campionato e ottiene il quinto posto finale, qualificandosi per i play-off in cui saranno eliminati in semifinale dal Cesena. In Coppa Italia esce subito al secondo turno, eliminato dal Frosinone.
L'annata 2014-2015, si rivela essere opposta alla precedente: a luglio Massimo Taibi diventa il nuovo direttore sportivo, ma il Modena si trova a lottare per la salvezza e mantenere la categoria solo grazie a due pareggi (1-1 in trasferta e 2-2 in casa) ottenuti nei play-out contro la Virtus Entella, retrocessa (e successivamente ripescata) per la peggior posizione in classifica nei confronti dei gialloblù. Durante la stagione, a febbraio, era stato esonerato Novellino, chiamando la coppia Melotti-Pavan, entrambi ex giocatori gialloblù (Melotti anche ex allenatore, al ritorno in panchina dopo 19 anni). In Coppa Italia il Modena esce di scena al quarto turno dopo i calci di rigore in una partita spettacolare contro il Cagliari, sfiorando più volte il passaggio del turno. L'attaccante Pablo Granoche, soprannominato El Diablo, vince, in coabitazione con Cocco del Vicenza e Catellani dello Spezia, la classifica marcatori della B.
La stagione successiva, 2015-2016, si rivela ancora più deludente: iniziata con il neo mister Hernán Crespo (primo allenatore straniero del Modena dal 1969), la squadra non ottiene risultati e a marzo l'allenatore viene esonerato. Viene chiamato Cristiano Bergodi (al ritorno dopo quattro anni) che non riesce ad evitare ai canarini la retrocessione: il Modena dopo quindici anni retrocede in terza serie, ora chiamata Lega Pro, dato il ventunesimo e penultimo posto finale in classifica, concludendo la striscia di dodici stagioni consecutive nella serie cadetta. In Coppa Italia il Modena esce al terzo turno, eliminato nel derby dal Sassuolo.
Per la stagione 2016-2017 il Modena, inserito nel girone B della Lega Pro, affida la prima squadra a Simone Pavan, promosso dalla primavera e già co-allenatore dei canarini l'anno precedente. La rosa viene profondamente rinnovata cedendo molti giocatori (tra cui la bandiera Simone Gozzi) ed egualmente vengono rinnovati i quadri dirigenziali, con la nomina di Luigi Pavarese a direttore sportivo e la trasformazione della forma sociale da S.p.A. a S.r.l.. La formazione gialloblù si dimostra poco competitiva, attestandosi stabilmente a fondo classifica, finanche nelle posizioni di retrocessione diretta: in virtù di ciò, nel mese di novembre, il tecnico Pavan viene esonerato e sostituito da Ezio Capuano. Tale avvicendamento riesce a rivitalizzare la squadra, che ottiene sufficienti risultati utili a staccare le ultime posizioni del girone e infine a raggiungere la matematica salvezza, conseguita alla penultima giornata, grazie alla vittoria interna contro il Mantova. Poco fruttuoso è anche il cammino modenese in Coppa Italia (eliminazione al secondo turno contro lo Spezia) e in Coppa Italia Lega Pro (uscita ai sedicesimi per mano della Reggiana).
La stagione 2017-2018 è la più complicata della storia della società canarina. La squadra viene iscritta al campionato nell'ultimo giorno disponibile, mentre l'organico viene profondamente rinnovato a causa del termine di molti prestiti di giocatori della stagione precedente. Le problematiche relative alla costruzione della squadra vedono aggiungersi anche le dimissioni del DS Pavarese che lascia vacante l'incarico. Tra i vari problemi, quello di maggior peso è legato alla questione dello stadio casalingo: all'inizio di agosto il comune di Modena revoca al club la concessione d'uso dello stadio Alberto Braglia, denunciando una situazione di morosità del club in merito ai canoni d'utilizzo dell'impianto. Impossibilitato a giocare al Braglia, il Modena disputa dunque le prime gare interne stagionali allo stadio Tullo Morgagni di Forlì: scaduta la deroga per l'uso di tale impianto, il club canarino si trova tuttavia privo di un campo interno, dal quale viene ufficialmente sfrattato nella prima metà di ottobre 2017, sfratto che è relativo anche al campo di allenamento adiacente allo stadio e agli uffici dei dipendenti. A causa prima dell'indisponibilità iniziale e poi dello sfratto, il Modena perde a tavolino ben tre partite le cui ultime due sono seguite da una penalizzazione di uno e due punti per recidività. Ad ottobre 2017 avviene un cambio societario: Caliendo, dopo aver formalizzato una richiesta di concordato preventivo presso il tribunale cittadino, cede la totalità delle quote del Modena alla Ital Slovakia, società slovacca dell'imprenditore Aldo Taddeo, che diviene il nuovo amministratore unico della società canarina. Risentendo di tali dinamiche societarie, i risultati sportivi sono disastrosi: la squadra inizia il suo cammino ad agosto in Coppa Italia Serie C venendo subito eliminata ai gironi, mentre in campionato inanella una serie di sconfitte consecutive (tre delle quali a tavolino) trovandosi all'ultimo posto con tre punti di penalizzazione. La squadra e lo staff tecnico, vista la grave situazione, decidono di mettere in mora la società e di scioperare in occasione delle trasferte contro Fano e Santarcangelo. Nel primo caso FIGC e Lega Pro decidono di comune accordo di rinviare la partita, mentre nel secondo caso la partita viene confermata e non disputata sancendo la quarta sconfitta a tavolino che ha determinato l'esclusione dal campionato della squadra canarina e l'annullamento dei risultati ottenuti nel girone.

#### Il fallimento e la rinascita
Il 28 novembre 2017 il Tribunale di Modena emette la sentenza dichiarante il fallimento ad istanza in proprio del Modena, nominando Claudio Trenti come curatore fallimentare ed avviando in questo modo l'iter fallimentare. Vista la dichiarazione di fallimento, a dicembre 2017, la FIGC revoca l'affiliazione alla società con conseguente svincolo dei tesserati.
Nel marzo 2018 il Comune di Modena pubblica un bando per verificare l’esistenza, la solidità e la sostenibilità di progetti calcistici capaci di raccogliere l’eredità sportiva del Modena. Tra marzo e aprile si costituiscono così tre diverse società le quali presentano tutte il loro progetto entro la scadenza prevista. Il 18 maggio 2018, il sindaco Gian Carlo Muzzarelli, coadiuvato da una commissione di sette esperti, decreta vincitrice del bando la Pro Modena Società Sportiva Dilettantistica, fondata il 12 aprile e composta dai soci Carmelo Salerno (presidente), Romano Amadei, Romano Sghedoni e Doriano Tosi (direttore sportivo), che due settimane dopo nomina allenatore Luigi Apolloni, che torna sulla panchina modenese a distanza di otto anni dall'ultima volta. In giugno la società cambia nome in Modena Football Club 2018 Società Sportiva Dilettantistica ottenendo l'affiliazione alla FIGC il mese seguente e l'ammissione in soprannumero al campionato di Serie D 2018-2019 poche settimane dopo.
La stagione dopo la rifondazione vede il Modena ripartire da zero, ricostruendo tutta la squadra. Il DS Tosi, alla sua quarta esperienza a Modena, riesce a riportare sotto la Ghirlandina due bandiere come Armando Perna e Simone Gozzi. L'annata sportiva inizia subito con l'eliminazione nel turno preliminare di Coppa Italia Serie D dal Mezzolara, ma in campionato la squadra si issa al primo posto sin dalle prime giornate, mantenendo la vetta. A gennaio, complici le prestazioni al di sotto delle aspettative della squadra, che tuttavia mantiene le prime posizioni di classifica, la società esonera Apolloni chiamando in panchina Alberto Bollini che torna ad allenare i canarini dopo oltre venti anni. La squadra chiude il campionato al primo posto a pari punti con la Pergolettese, rendendo necessario lo spareggio sul campo neutro di Novara per la promozione diretta che vede il Modena perdere per 1-2, consentendo comunque ai gialloblù di partecipare ai play-off. Lo spareggio perso porta la società a cambiare allenatore per la seconda volta in stagione, esonerando Bollini e promuovendo Christian Ferrante dal suo ruolo di vice, salvo poi essere nuovamente degradato ad allenatore in seconda dopo appena un giorno in favore di Roby Malverti, promosso dalla Juniores, che porta la squadra a vincere i play-off in finale nel derby con la Reggio Audace. Al termine della stagione vi sono due cambi: il DS Tosi lascia l'incarico, sostituito da Fabrizio Salvatori, mentre in panchina viene ingaggiato Mauro Zironelli, ex calciatore canarino. La società rinnova inoltre molte figure dell'area amministrativa oltre a mutare la propria denominazione in Modena Football Club 2018, abbandonando lo status di società sportiva dilettantistica. A metà luglio, il Modena viene ripescato in Serie C a completamento degli organici, sancendo la promozione in categoria superiore dopo appena un anno passato nei dilettanti.
La stagione 2019-2020 vede un nuovo un consistente ricambio di giocatori della rosa, con pochi confermati e molti volti nuovi. Tuttavia l'annata comincia subito con l'eliminazione ai gironi dalla Coppa Italia Serie C. A fine novembre viene esonerato l'allenatore Zironelli con la squadra a metà classifica, venendo sostituito da Michele Mignani. A fine maggio il DS Salvatori lascia la società, sostituito da Luca Matteassi. I gialloblù chiudono la stagione al nono posto centrando l'ammissione ai play-off a cui la società decide di non partecipare, dopo la cristallizzazione della classifica alla 27ª giornata a causa della sospensione della regular season in seguito alla pandemia di COVID-19.

### Anni 2020
L'annata 2020-2021 comincia subito con l'eliminazione al primo turno di Coppa Italia ad opera del Monopoli. Il campionato viene chiuso al quarto posto nel girone B, guadagnando l'accesso ai play-off a partire dalla fase nazionale in quanto migliore quarta dei tre gironi, ma la squadra viene eliminata subito al primo turno dall'AlbinoLeffe. Il giorno successivo all'eliminazione, la società cambia proprietà passando dalle mani della Kerakoll a quelle della Rivetex, società controllata dalla famiglia Rivetti, ex proprietaria del gruppo Stone Island. A giugno vengono nominati nuovo direttore sportivo Davide Vaira e nuovo allenatore Attilio Tesser.
La squadra canarina nella stagione 2021-2022, dopo un avvio sottotono in campionato e l'eliminazione agli ottavi di Coppa Italia Serie C per mano del Piacenza, inanella una serie di 14 vittorie consecutive (un record per la Serie C) che permettono prima di colmare il distacco dalla vetta della classifica occupata dalla Reggiana (con la quale vi è stato un duello serrato per la promozione lungo tutto il campionato) e successivamente di scalzarla al primo posto, mantenuto fino all'ultima giornata che ha sancito la promozione in cadetteria dopo sei anni. La stagione si chiude con la vittoria della Supercoppa di Serie C.
La stagione seguente 2022-2023 vede il Modena veleggiare per quasi tutta la stagione a metà classifica, salvandosi con due turni di anticipo ma mancando l'accesso ai playoff. In Coppa Italia riesce ad accedere alla fase finale dopo 19 anni venendo eliminato ai sedicesimi dalla Cremonese dopo i supplementari. Al termine dell'annata la società si separa dal tecnico Tesser. A giugno viene ingaggiato come nuovo allenatore Paolo Bianco.
Il 2023-2024 inizia con l'eliminazione ai trentaduesimi di Coppa Italia per mano del Genoa mentre in campionato dopo un buon avvio attestandosi in zona playoff, vi è un crollo dei risultati al termine del girone d'andata con la squadra canarina che non riesce a conquistare nessuna vittoria per tre mesi. In seguito a ciò ad aprile viene esonerato il tecnico Bianco, rimpiazzato da Pierpaolo Bisoli che porta la squadra alla salvezza al penultimo turno. A fine stagione viene sollevato dall'incarico il direttore sportivo Vaira venendo rimpiazzato dall'ex canarino Andrea Catellani.
L'annata 2024-2025 si rivela simile alla precedente, iniziando subito con l'uscita ai trentaduesimi di Coppa Italia ai rigori contro il Napoli. Il campionato vede i gialloblù partire male tanto da ritrovarsi in zona retrocessione, motivo per cui a novembre viene esonerato Bisoli con il suo posto che viene preso dall'allenatore della primavera Paolo Mandelli che, con il prosieguo dell'annata tra alti e bassi, traghetta la squadra alla salvezza ad una giornata dal termine dopo un campionato trascorso prevalentemente a metà classifica. Al termine della stagione Mandelli torna a guidare la squadra Primavera mentre la prima squadra viene affidata ad Andrea Sottil.

## Colori e simboli

### Colori
Gli storici e principali colori del Modena sono il giallo e il blu.
La divisa casalinga della squadra è tradizionalmente composta da maglia giallo canarino con finiture blu scuro, abbinata a pantaloncini e calzettoni blu.
Per le seconde e terze divise (laddove previste), il club ricorre in genere a completi blu scuro con inserti gialli, e divise bianche con dettagli gialloblù.
Non sono tuttavia mancate soluzioni peculiari e innovative: nel corso degli anni il Modena ha infatti adottato finanche completi rossi, grigi, neri oppure celesti.

### Simboli ufficiali

#### Stemma
Tra i loghi societari, il più longevo e rappresentativo è un ancile partito giallo e blu; sulla sinistra (nel campo giallo) contiene il monogramma FCM, acronimo della ragione sociale), sulla destra (nel campo blu) l'anno di fondazione, 1912, entrambi a caratteri color oro. Adottato per la prima volta nel 1946, è rimasto in uso per decenni, pur con diversi ammodernamenti apportati nel corso degli anni. È comparso per la prima volta sulle maglie dei giocatori nel 1987 in una versione leggermente differente, con il monogramma FCM in blu; questa versione è stata utilizzata fino al 1993 e di nuovo, leggermente ammodernata, dal 1995 al 1997.
Nei primi anni di storia, il club si riconosceva semplicemente nello stemma della città di Modena, lo scudo giallo con croce azzurra, che fu peraltro il primo emblema ad essere ricamato sulle divise da gioco tra il 1913 e il 1936, per poi essere momentaneamente ripreso dal 1954 al 1957 e dal 2012 al 2013 in occasione del centenario della società.
Il primo stemma ufficiale "propriamente detto" fu un doppio scudo circolare contenente lo stemma araldico comunale di Modena, racchiuso dalla ragione sociale MODENA FOOT-BALL CLUB scritta per esteso, utilizzato dal 1913 al 1919.
Altri emblemi impiegati furono:
- un ancile palato giallo e blu, con il campo superiore bianco contenente la denominazione FBC MODENA, in uso come stemma ufficiale dal 1919 al 1927.[97]
- l'emblema celebrativo del centenario di fondazione ove il solo monogramma FCM, liberato da scudi e decori particolari, intersecava il numero 100 con in basso a destra la scritta 1912-2012[97], in uso sulle maglie dal 2012 al 2013 posto sopra allo storico scudo bordato con croce[99].
- il solo monogramma aureo FCM, in uso dal 2018 al 2019, non potendo nell'immediato usufruire dello storico logo (rimasto nelle mani della curatela del club fallito).[97]

Nel 2022 il club ha deciso per un radicale cambio della propria identità visiva, introducendo un nuovo logo: un canarino giallo accompagnato inferiormente dalla denominazione societaria a lettere blu, riportante però l'anno di prima fondazione del Modena. Sulle maglie da gara la denominazione sociale viene omessa.

Stemma usato dal 1997 al 2011.
Stemma usato dal 2011 al 2018 e nuovamente in uso dal 2019 al 2022.
Stemma usato nella stagione 2018-2019.
Logo in uso dal 2022.

#### Inno
Ad oggi il Modena non dispone di un inno ufficiale.
Gli inni del passato sono stati:
- Inno del Modena (anni 1920 - Remo Zanasi)
- Canarino va (1964 - Equipe 84)[100].
- Avanti Canarini (Inno dei Fedelissimi del Modena) (1975 - Orchestra Cunetta e Il Coro 9 gennaio)[101].
- Grande Modena!! (1989 - Andrea Brambilla, Athina Cenci, Carlo Pistarino, Daniele Soragni, Dominique Chalbot, Mario Cenci, Massimo Buscemi e i giocatori del Modena)[102].
- Magico Modena (2003 - Luca Frigeri)[103][104].
- Il Braglia Canta (2014)[105].
- Sangue Gialloblù (2020 - Enrico Benassi e Federico Benassi)[106].

Altri inni composti per occasioni speciali sono: Modena!! Modena!! (SentiMoqua..), del 2012 in occasione del centenario della società, mentre Per un pir, un pom, un persegh è lo storico inno cantato in curva dai tifosi più accesi del Modena.

#### Mascotte

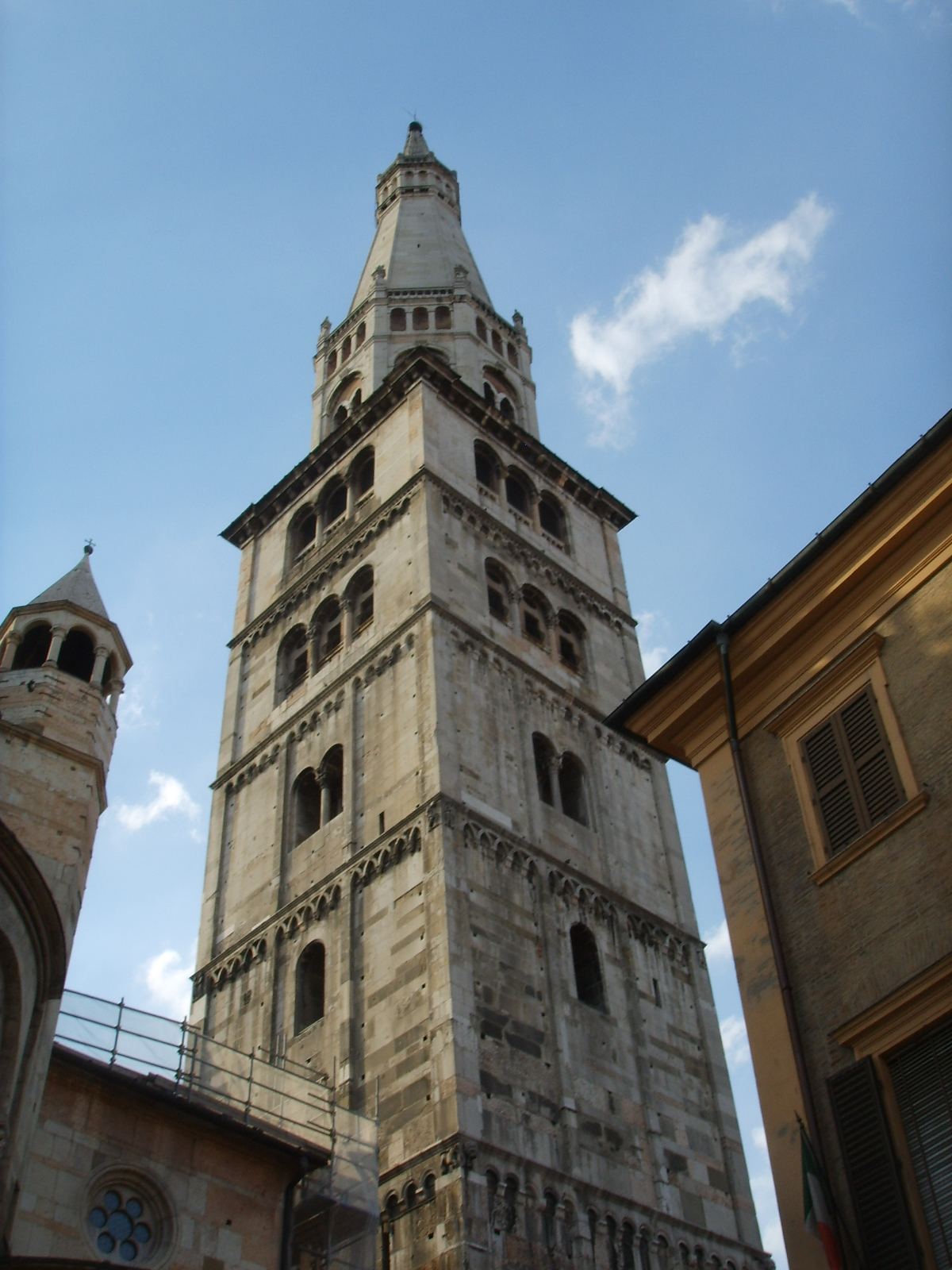
La Ghirlandina, simbolo peculiare della città di Modena e della squadra.

La mascotte del club, dalla stagione 2013-2014 alla 2016-2017, è stato "Ghirlo", un canarino dai tratti antropomorfi vestito con la maglia numero 10 del Modena; essa presenziava tutte le partite casalinghe della squadra emiliana. L'uccello in questione, dal piumaggio di colore giallo al pari della tinta dominante sulle maglie modenesi, è dunque il simbolo più iconico della squadra: in virtù di esso, ai giocatori del club viene associato il soprannome di canarini. Sebbene tale mascotte sia caduta in disuso, il canarino è rimasto un elemento cardine della simbologia modenese, fino a diventare nel 2022 l'elemento qualificante del simbolo societario.
Dell'iconografia del club fa parte anche la cosiddetta Ghirlandina, la torre campanaria del duomo cittadino, che dalla stagione 2013-2014 a quella 2017-2018 è stata disegnata sulle casacche da gioco, mentre nella stagione 2021-2022, la prima divisa si ispira alle cuspidi della Ghirlandina mentre la terza si rifà ai rosoni del Duomo di Modena, altro simbolo della città.
All'aspetto religioso è altresì collegato un altro soprannome riferito al club e ai relativi giocatori: geminiano, in nome del santo patrono della città di Modena.

## Strutture

### Centro di allenamento
Il principale centro di allenamento della squadra è l'antistadio Zelocchi, situato nei pressi dello stadio Braglia e intitolato all'ex arbitro modenese Giuseppe Zelocchi. Come sito di allenamento secondario la società dispone anche del campo sportivo Mario Magotti, intitolato all'ex giocatore canarino e situato nella frazione di Marzaglia. Il Modena utilizza anche il campo sportivo Allegretti, situato nella frazione di San Damaso, in particolare per le amichevoli interne estive.
Per gli allenamenti del settore giovanile, il club ha a disposizione la polisportiva nella frazione di Saliceta San Giuliano e più recentemente anche il campo Giorgio Rognoni presso il quartiere Madonnina.

## Società

### Organigramma societario
Dal sito ufficiale della società:
Consiglio di Amministrazione
- Carlo Rivetti - Presidente
- Romano Sghedoni - Presidente onorario
- Silvio Rivetti - Vicepresidente
- Matteo Rivetti - Amministratore delegato sport e consigliere
- Ilaria Mazzeo - Amministratore delegato corporate, Chief Communication Officer (CCO) e consigliere
- Camilla Rivetti - Consigliere

Area amministrativa
- Mauro Malavasi - Chief Financial Officer (CFO)
- Filippo Barozzi - Chief Revenue Officer (CRO)
- Andrea Russo - Chief Operating Officer (COO) e segretario generale

Area tecnica
- Andrea Catellani - Direttore sportivo
- Alessandro Consolati - Vice direttore sportivo e responsabile scouting
- Paolo Ricchi - Team manager

### Sponsor

Raffaello Vernacchia con la prima maglia modenese sponsorizzata, stagione 1981-1982.

Di seguito la cronologia dei fornitori tecnici.
| Cronologia degli sponsor tecnici - 1977-1979 Arec - 1979-1980 Admiral-Eurimex - 1980-1981 Diadora - 1981-1982 Formsport - 1982-1983 NR - 1983-1984 Degi - 1984-1988 Adidas - 1988-1990 FanSport - 1990-1993 Umbro - 1993-1995 Erreà - 1995-1996 Asics - 1996-1997 GenTeam - 1997-2009 Erreà - 2009-2013 Givova - 2013-2016 Erreà - 2016-2018 Macron - 2018-2022 Kappa - 2022- New Balance |

Annotazioni
1. ↑  Gli sponsor tecnici sono stati ufficialmente consentiti dalla stagione 1978-79.
2. ↑  Fornitore tecnico per la prima e ultima parte di stagione.
3. ↑  Fornitore tecnico per la parte centrale di stagione.

### Sezione femminile
La stagione 2020-2021 vede la nascita della sezione femminile del club, che viene iscritta al campionato regionale di Eccellenza, quarto livello nazionale.

## Diffusione nella cultura di massa
Un riferimento alla squadra di calcio del Modena è contenuto nel celeberrimo film Ladri di biciclette di Vittorio De Sica. I due protagonisti (padre e figlio), alla ricerca in una domenica romana della bicicletta rubata, vengono superati da un camioncino pieno di tifosi dei canarini, che si recano allo stadio Nazionale per assistere alla partita Roma-Modena. Il padre chiede al figlio, per rallegrarlo, «È una buona squadra il Modena?», al che il bambino fa cenno di no con il capo. Al termine della pellicola si vedono i due protagonisti nei pressi dello stadio, dove si conclude la partita. È là che il padre si impossessa di una bicicletta isolata e viene per questo inseguito proprio da un gruppo di spettatori in uscita dallo stadio.

## Allenatori e presidenti

### Allenatori
Sono 106 gli allenatori che si sono avvicendati alla guida tecnica del Modena nel corso degli anni. Il tecnico più presente è Leandro Remondini (ex giocatore canarino negli anni 1940) che ha collezionato 177 panchine in tre diversi periodi, dal 1965 al 1967, poi dal 1969 al 1971 e infine dal 1971 al 1972. L'allenatore più vincente è Gianni De Biasi, che nel suo periodo di permanenza a Modena ha conquistato una promozione in Serie A, un campionato di Serie C1 (con relativa promozione in Serie B) e una Supercoppa di Serie C.
- 1912-1913  Silvio Secchi[N 1]
- 1913-1914  John Roberts[N 2]
- 1914-1915  John Roberts (1ª-4ª)
 Attilio Fresia (5ª-10ª)
- 1915-1917  Attilio Fresia
- 1919-1920  Luigi Casini[N 3] (1ª-8ª)
 Luigi Bertazzoni[N 4] (9ª-19ª)
 Canzio Zanasi[N 5] (20ª)
- 1920-1921  Alberto Minchio[N 6] (1ª-5ª)
 Luigi Bertazzoni[N 7] (6ª-11ª)
 Arthur Archer (12ª-20ª)
- 1921-1922  Willibald Stejskal (1ª-18ª)
 Luigi Bertazzoni[N 7] (19ª)
 Luigi Casini[N 8] (20ª)
 Attilio Fresia (21ª-22ª)
- 1922-1923  Attilio Fresia (1ª-9ª)
 Luigi Merighi[N 9] (10ª-11ª)
 Fausto Parisi[N 10] (12ª-22ª)
- 1923-1924  Fausto Parisi[N 10]
- 1924-1925  Làszlo Gonda (1ª-11ª)
 Luigi Casini[N 11] (12ª-16ª)
 Ferenc Kónya (17ª-22ª)
- 1925-1926  Ferenc Kónya e  Luca Mariani[N 12](1ª-15ª)
 Luca Mariani (16ª-19ª)
 Gustavo Tirabassi (20ª-22ª)
- 1926-1927  Imre Payer (1ª-14ª)
 Giuseppe Forlivesi (15ª-18ª)
- 1927-1928  Giuseppe Forlivesi (1ª-3ª)
 József Ging (4ª-22ª)
- 1928-1930  József Ging
- 1930-1931  Giuseppe Forlivesi
- 1931-1932  Giuseppe Forlivesi (1ª-5ª)[N 13]
 Rudolf Stanzel (6ª-34ª)
- 1932-1933  Wilhelm Rady (1ª-22ª)
 Richard Klug (23ª-34ª)
- 1933-1934  Richard Klug (1ª-18ª)
 Wilhelm Rady (19ª-26ª e girone finale)
- 1934-1935  Richard Klug
- 1935-1936  Silvio Secchi (1ª-10ª)
 Árpád Hajós (11ª-34ª)
- 1936-1937  Árpád Hajós (1ª-10ª)
 Gaetano Ricci[N 14] (11ª)
 János Nehadoma (12ª-30ª)
- 1937-1938  János Nehadoma
- 1938-1939  Umberto Caligaris
- 1939-1940  József Ging (1ª-14ª)
 Alfredo Notti (15ª-30ª)
- 1940-1941  Alfredo Notti e  Edgardo Rota[N 15]
- 1941-1942  Alfredo Notti e  Edgardo Rota[N 15] (1ª-14ª)
 Giuseppe Girani (15ª-30ª)
- 1942-1943  Giuseppe Girani
- 1944-1949  Alfredo Mazzoni[N 16]
- 1949-1950   Víctor Tortora
- 1950-1951  Imre Senkey
- 1951-1953  Cesare Gallea
- 1953-1954  Cesare Gallea (1ª-7ª)
 Renato Braglia (8ª)
 Renzo Magli (9ª-34ª)
- 1954-1955  Renzo Magli
- 1955-1956  Paolo Todeschini (1ª-8ª)
 Giuliano Grandi (9ª-34ª)
- 1956-1957  Giuliano Grandi (1ª-11ª)
 Manlio Bacigalupo (12ª-34ª)
- 1957-1958  Manlio Bacigalupo (1ª-11ª)
 Manlio Bacigalupo e  Aldo Campatelli[N 17] (12ª)
 Aldo Campatelli (13ª-34ª)
- 1958-1959  Aldo Campatelli (1ª-9ª)
 Gyula Lelovich (10ª-38ª)
- 1959-1960  Renzo Magli
- 1960-1961  Gyula Lelovich (1ª)
 Ivano Corghi (2ª-3ª)
 Ivano Corghi e  Gyula Lelovich (4ª-5ª)
 Gyula Lelovich (6ª-14ª)
 Vittorio Malagoli (15ª-34ª)
- 1961-1962  Vittorio Malagoli
- 1962-1963  Vittorio Malagoli (1ª-13ª)
 Renato Braglia (14ª)
 Annibale Frossi (15ª-34ª)
- 1963-1964  Mario Genta e  Annibale Frossi[N 17](1ª-21ª)
 Mario Genta (22ª-34ª e spareggio)
- 1964-1965  Maino Neri
- 1965-1966  Maino Neri (1ª-7ª)
 Leandro Remondini (8ª-38ª)
- 1966-1967  Leandro Remondini
- 1967-1968  Lamberto Giorgis (1ª-17ª)
 László Székely (18ª-40ª)
- 1968-1969  László Székely (1ª-14ª)
 Vittorio Malagoli (15ª-26ª)
 Armando Cavazzuti[N 18] (27ª-38ª)
- 1969-1971  Leandro Remondini
- 1971-1972  Armando Cavazzuti (1ª-4ª)
 Leandro Remondini (5ª-27ª)
 Leonardo Costagliola (28ª-38ª)
- 1972-1973  Leonardo Costagliola (1ª-13ª)
 Stefano Angeleri (14ª-29ª)
 Armando Cavazzuti (30ª-38ª)
- 1973-1974  Cesare Meucci (1ª-17ª)
 Armando Cavazzuti (18ª-38ª)
- 1974-1975  Ezio Galbiati
- 1975-1976  Mario Caciagli
- 1976-1977  Beniamino Cancian (1ª-12ª)
 Umberto Pinardi (13ª-38ª)
- 1977-1978  Umberto Pinardi (1ª-14ª)
 Angelo Becchetti (15ª-38ª)
- 1978-1979  Armando Cavazzuti (1ª-13ª)
 Ezio Galbiati (14ª-29ª)
 Giorgio Barbolini (30ª-34ª)
- 1979-1981  Bruno Pace
- 1981-1982  Bruno Giorgi
- 1982-1983  Carlo Facchin (1ª-6ª)
 Battista Rota (7ª-22ª)
 Gastone Mazzanti (23ª-34ª)
- 1983-1984  Gastone Mazzanti (1ª-3ª)
 Mario Caciagli (4ª-30ª)
 Francesco Cresci (31ª-34ª)
- 1984-1988  Luigi Mascalaito
- 1988-1989  Paolo Ferrario (1ª-10ª)
 Mario Vivani (11ª-14ª)
 Mario Vivani e  William Negri (15ª-34ª)
- 1989-1991  Renzo Ulivieri
- 1991-1992  Eugenio Bersellini (1ª-19ª)
 Francesco Oddo (20ª-38ª)
- 1992-1993  Pierluigi Frosio
- 1993-1994  Francesco Oddo (1ª-16ª)
 Giampietro Vitali (17ª-38ª)
- 1994-1995  Mauro Melotti (lug.)
 Ferruccio Mazzola (1ª-10ª)
 Ugo Tomeazzi (11ª-24ª)
 Luigi Mascalaito (25ª-34ª e play-out)
- 1995-1996  Carlo Regno (1ª-21ª)
 Mauro Melotti (22ª-34ª)
- 1996-1997  Enrico Catuzzi (lug.)
 Pierluigi Frosio (1ª-25ª)
 Alberto Bollini (26ª-34ª)
- 1997-1998  Adriano Fedele (1ª-5ª)
 Alessandro Scanziani (6ª-26ª)
 Alberto Bollini (27ª-34ª)
- 1998-1999  Paolo Stringara
- 1999-2000  Sergio Santarini (1ª-10ª)
 Giovanni De Biasi (11ª-34ª)
- 2000-2003  Giovanni De Biasi
- 2003-2004  Alberto Malesani (1ª-26ª)
 Gianfranco Bellotto (27ª-34ª)
- 2004-2005  Stefano Pioli
- 2005-2006  Stefano Pioli (1ª-25ª)
 Maurizio Viscidi (26ª-28ª)
 Stefano Pioli (29ª-42ª e play-off)
- 2006-2007  Daniele Zoratto (1ª-22ª)
 Bortolo Mutti (23ª-42ª)
- 2007-2008  Bortolo Mutti (1ª-36ª)
 Daniele Zoratto (37ª-42ª)
- 2008-2009  Daniele Zoratto (1ª-22ª)
 Luigi Apolloni (23ª-42ª)
- 2009-2010  Luigi Apolloni
- 2010-2011  Cristiano Bergodi
- 2011-2012  Cristiano Bergodi (1ª-15ª)
 Agatino Cuttone (16ª-28ª)
 Cristiano Bergodi (29ª-42ª)
- 2012-2013  Dario Marcolin (1ª-32ª)
 Walter Novellino (33ª-42ª)
- 2013-2014  Walter Novellino
- 2014-2015  Walter Novellino (1ª-27ª)
 Mauro Melotti e  Simone Pavan (28ª-42ª e play-out)
- 2015-2016  Hernán Crespo (1ª-33ª)
 Cristiano Bergodi (34ª-42ª)
- 2016-2017  Simone Pavan (1ª-15ª)
 Ezio Capuano (16ª-38ª)
- 2017-2018  Ezio Capuano (1ª-12ª)
- 2018-2019  Luigi Apolloni (1ª-18ª)
 Alberto Bollini (19ª-34ª e spareggio)
 Christian Ferrante (mag.)
 Roby Malverti (play-off)
- 2019-2020  Mauro Zironelli (1ª-16ª)
 Michele Mignani (17ª-27ª)
- 2020-2021  Michele Mignani
- 2021-2023  Attilio Tesser
- 2023-2024  Paolo Bianco (1ª-33ª)
 Pierpaolo Bisoli (34ª-38ª)
- 2024-2025  Pierpaolo Bisoli (1ª-12ª)
 Paolo Mandelli (13ª-38ª)
- 2025-  Andrea Sottil

Annotazioni
1. ↑  Affiancato da una Commissione Tecnica da lui presieduta e composta da Luca Mariani, Francesco Vaccari (fino al gennaio 1913) e Luigi Ventura (dall'ottobre 1912).
2. ↑  Affiancato da una Commissione Tecnica presieduta da Luigi Ventura e composta da Emanuele De Luchi e Mario Rossi.
3. ↑  Presidente della Commissione Tecnica composta da Mario Fontana e Cesare Vivi.
4. ↑  Presidente della Commissione Tecnica composta da Giuseppe Verganti, Canzio Zanasi e Bruno Zanetti.
5. ↑  Presidente della Commissione Tecnica composta da Giuseppe Dalaiti, Alberto Salsi Fiorentini e Giuseppe Verganti.
6. ↑  Presidente della Commissione Tecnica composta da Luigi Bertazzoni (fino all'ottobre 1920), Giuseppe Verganti e Canzio Zanasi.
7. 1 2  Presidente della Commissione Tecnica composta da Emilio Cabassi, Luca Mariani, Anselmo Martinelli e Uwel Pierallini.
8. ↑  Presidente della Commissione Tecnica composta da Luigi Merighi, Uwel Pierallini e Gaetano Ricci.
9. ↑  Presidente della Commissione Tecnica composta da Antonio Cavazzoni Pederzini e Gaetano Ricci.
10. 1 2  Presidente della Commissione Tecnica.
11. ↑  Presidente della Commissione Tecnica composta da Licurgo Ferrari e Fausto Parisi.
12. ↑  Commissario Unico.
13. ↑  Nella 5ª è Presidente della Commissione Tecnica composta da Luigi Casini, Enrico Donati e Edgardo Rota.
14. ↑  Presidente della Commissione Tecnica composta da Luigi Casini e Edgardo Rota.
15. 1 2  Commissario Tecnico.
16. ↑  Dalla 29ª del campionato 1948-1949 è affiancato dal Consulente Tecnico Giuseppe Girani.
17. 1 2  Direttore Tecnico.
18. ↑  Con Leandro Remondini nelle vesti di Consigliere del Presidente.

### Presidenti
Sono 57 i presidenti che ha avuto il Modena nel corso degli anni. Il presidente rimasto in carica per più tempo è il dirigente Francesco Farina, che guidò il Modena dal luglio 1984 all'agosto 1994, per dieci anni e un mese. I presidenti più vincenti sono stati Beppe Nino Banzi, sotto la cui gestione il Modena conquistò tre promozioni in Serie A, due delle quali vincendo il campionato di Serie B, e Giancarlo Messori Roncaglia nel cui periodo di presidenza il club gialloblù vinse due Coppe Anglo-Italiane e un campionato di Serie C2 (con relativa promozione in Serie C1).
- 1912  Giuseppe Salotti
 Lorenzo Tardini
- 1912-1913  Ermenegildo Reggiani
- 1913-1919  Claudio San Donnino
- 1919-1920  Guido Sanguinetti[N 1]
- 1920-1922  Claudio San Donnino
- 1922-1927  Enrico Donati
- 1927-1929  Giovanni Corni
- 1929-1930  Carlo Vandelli
- 1930-1932  Vittorio Arangio Ruiz[N 2]
- 1932-1935  Antonio Cavazzoni Pederzini
- 1935-1936  Carl'Alberto Perroux
- 1936-1939  Nino Banzi
- 1939  Guido Gaudenzi[N 3]
- 1939-1940  Antonio Cavazzoni Pederzini[N 3]
- 1940-1943  Nino Banzi[N 4]
- 1944  Odoardo Ferrari
- 1945  Luigi Pignatti Morano[N 5]
- 1945-1948  Adolfo Orsi
- 1948  Renzo Campani[N 3]
 Gaetano Barbieri[N 3]
 Adolfo Orsi
- 1948-1949  Antonio Pignedoli
- 1949  Gaetano Barbieri
- 1949-1952  Franco Spinelli
- 1952  Franco Spinelli[N 6] e  Giordano Blondi[N 6]
 Remo Barbieri[N 6] e  Alessandro Bonaccini[N 6]
- 1952-1959  Alessandro Bonaccini
- 1959-1960  Giorgio Ghittoni[N 3]
- 1960  Arrigo Casarini[N 7],  Nestore Marchi[N 7] e  Raniero Miglioli[N 7]
 Ferdinando Corradini[N 8][N 9]
- 1960-1962  Renzo Garuti[N 10]
- 1962-1967  Sergio Marassi[N 11]
- 1967-1976  Ferdinando Corradini
- 1976-1978  Cesare Anceschi
- 1978  Zelio Moretti
- 1978-1979  Cesare Anceschi
- 1979-1980  Pierluigi Bergamini[N 12]
- 1980-1984  Giancarlo Messori Roncaglia
- 1984-1994  Francesco Farina
- 1994-1995  Renato Cipollini[N 12]
- 1995  Francesco Ianich[N 12]
- 1995-1996  Mauro Bassinghi
- 1996  Fiorenzo Gabrielli
- 1996-1997  Giuseppe Degli Albertini[N 12]
- 1997-2000  Luigi Montagnani[N 13]
- 2000-2001  Gianpaolo Manfredi
- 2001-2002  Massimo Montagnani
- 2002-2006  Romano Amadei
- 2006-2007  Luca Baraldi
- 2007-2009  Alfredo Amadei[N 14]
- 2009-2011  Ninetto Sgarbi
- 2011-2012  Maurizio Rinaldi
- 2012-2013  Pierluigi Grana
- 2013-2014  Angelo Forcina
- 2014-2017  Antonio Caliendo[N 15]
- 2017  Aldo Taddeo[N 12]
 Francesco Martignoni[N 12]
- 2017-2018  Claudio Trenti[N 16]
- 2018-2019  Carmelo Salerno
- 2019-2021  Romano Sghedoni
- 2021-  Carlo Rivetti

Annotazioni
1. ↑  Nel 1919 Presidente della Commissione Amministrativa composta da Guido Urbini, Gaetano Zerbini, Valerio Bergonzini e Odoardo Gandolfi.
2. ↑  Commissario Straordinario nel 1930-1931.
3. 1 2 3 4 5  Commissario Straordinario.
4. ↑  Commissario Straordinario nel 1940-1941.
5. ↑  Commissario.
6. 1 2 3 4  Comitato di Reggenza Straordinaria.
7. 1 2 3  Comitato Provvisorio.
8. ↑  Presidente del Comitato Provvisorio composto da Nestore Marchi, Salvatore Centonze, Arrigo Casarini, Mario Galli, Renzo Bompani, Ugo Tioli, Raniero Miglioli e Carlo Covili e successivamente Gianfranco Donatelli e Gino Guberti.
9. ↑  Successivamente Presidente Provvisorio.
10. ↑  Presidente Provvisorio nel 1960-1961.
11. ↑  Nel 1962-1963 come Presidente del C.d.A. con Martino Severi Presidente della Commissione Sportiva.
12. 1 2 3 4 5 6  Amministratore Unico.
13. ↑  Amministratore Unico nel 1997-1998.
14. ↑  Amministratore Unico nel 2009.
15. ↑  Amministratore Unico nel 2016-2017.
16. ↑  Curatore Fallimentare.

## Calciatori

### Hall of fame
Il seguente è l'elenco dei giocatori facenti parte della Hall of Fame presente sul sito ufficiale del club, istituita nel 2023 sotto il nome di Leggende Gialloblù.
- Marco Ballotta
- Giorgio Frezzolini
- Mauro Mayer
- Paolo Ponzo
- Andrea Bergamo
- Alex Pinardi
- Sauro Frutti
- Diomansy Kamara

### Capitani

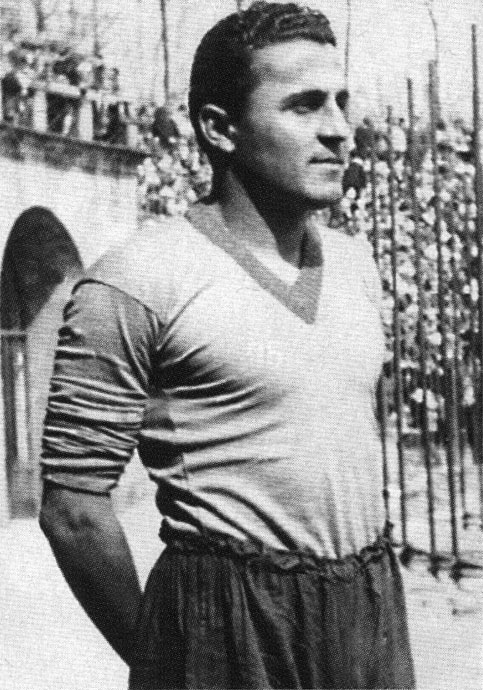
Maino Neri, 11 stagioni a Modena (1940-1951) di cui 5 da capitano.

- Silvio Secchi (1912-1913)
- John Roberts (1913-1916)
- Attilio Fresia (1916-1917)
- Giuseppe Forlivesi (1919-1925)
- Fausto Boni (1925-1929)
- Bruno Dugoni (1929-1932, 1934-1939)
- Zorè Sabbadini (1932-1933)
- Duilio Setti (1933-1934)
- Astro Galli (1939-1946)
- Maino Neri (1946-1951)
- Renato Braglia (1951-1957)
- Oriello Lugli (1957-1960)
- Angelo Ottani (1960-1961, 1963-1964)
- Luigi Balzarini (1961-1963)
- Francesco Aguzzoli (1964-1967)
- Giuseppe Barucco (1967-1969)
- Bruno Franzini (1969-1970)
- Rubén Merighi (1970-1971)
- Claudio Vellani (1971-1972)
- Angelo Lodi (1972-1974)
- Silvio Zanon (1974-1978)
- Roberto Parlanti (1978-1979)
- Mario Vivani (1979-1981)
- Franco Cresci (1981-1982)
- Maurizio Codogno (1982-1983)

Francesco Aguzzoli, 11 stagioni a Modena (1953-1954 e 1957-1967) di cui 3 da capitano.

- Fabiano Speggiorin (1982-1983)
- Mauro Melotti (1983-1984)
- Stefano Cuoghi (1984-1985)
- Sergio Domini (1985-1986)
- Mauro Rabitti (1986-1988)
- Orazio Sorbello (1988-1989)
- Andrea Bergamo (1989-1992)
- Giuseppe Baresi (1992-1994)
- Massimo Pellegrini (1994-1995)
- Raffaele Paolino (1995-1996)
- Gianluca Gaudenzi (1996-1997)
- Riki Di Bin (1997-1998)
- Fausto Pari (1998-2000)
- Mauro Mayer (2000-2001, 2004-2005)
- Marco Ballotta (2001-2004)
- Nicola Campedelli (2005-2007)
- Alex Pinardi (2007-2010)
- Armando Perna (2010-2013, 2018-2020)
- Davide Zoboli (2013-2015)
- Simone Gozzi (2015-2016)
- Daniele Giorico (2016-2017)
- Ștefan Popescu (2017-2018)
- Guido Davì (2020-2021)
- Antonio Pergreffi (2021-)

## Palmarès

### Competizioni internazionali
- Coppa Anglo-Italiana: 2

1981, 1982
- Torneo Internazionale dell'Amicizia di Ginevra: 1

1947

### Competizioni nazionali
- Campionato italiano di Serie B: 2

1937-1938, 1942-1943
- Supercoppa di Serie C: 2

2001, 2022

### Competizioni interregionali
- Campionato italiano Serie C: 3

1960-1961 (girone A), 1974-1975 (girone B), 2021-2022 (girone B)
- Campionato italiano Serie C1: 2

1989-1990 (girone A), 2000-2001 (girone A)
- Campionato italiano Serie C2: 1

1979-1980 (girone B)

### Competizioni regionali
- Coppa Emilia: 1

1916-1917

### Competizioni giovanili
- Campionato Ragazzi: 1

1954-1955
- Campionato De Martino: 1

1969-1970
- Campionato Primavera 3: 1

2023-2024
- Torneo Città di Vignola: 6

1972, 1976, 1979, 1988, 1992, 2023

### Onorificenze
- Stella d'argento al merito sportivo: 1989

## Statistiche e record

### Partecipazione ai campionati
| Livello | Categoria           | Partecipazioni | Debutto   | Ultima stagione | Totale |
| ------- | ------------------- | -------------- | --------- | --------------- | ------ |
| 1º      | Prima Categoria     | 5              | 1912-1913 | 1920-1921       | 28     |
| 1º      | Prima Divisione     | 5              | 1921-1922 | 1925-1926       | 28     |
| 1º      | Divisione Nazionale | 5              | 1926-1927 | 1945-1946       | 28     |
| 1º      | Serie A             | 13             | 1929-1930 | 2003-2004       | 28     |
| 2º      | Serie B             | 53             | 1932-1933 | 2024-2025       | 53     |
| 3º      | Serie C             | 8              | 1960-1961 | 2021-2022       | 25     |
| 3º      | Serie C1            | 16             | 1978-1979 | 2000-2001       | 25     |
| 3º      | Lega Pro            | 1              | 2016-2017 | 2016-2017       | 25     |
| 4º      | Serie C2            | 1              | 1979-1980 | 1979-1980       | 2      |
| 4º      | Serie D             | 1              | 2018-2019 | 2018-2019       | 2      |

### Partecipazione alle coppe nazionali
| Competizione                    | Partecipazioni | Debutto   | Ultima stagione | Totale |
| ------------------------------- | -------------- | --------- | --------------- | ------ |
| Coppa Italia                    | 55             | 1926-1927 | 2024-2025       | 55     |
| Coppa Federale                  | 1              | 1915-1916 | 1915-1916       | 1      |
| Coppa CONI                      | 2              | 1927      | 1928            | 3      |
| Coppa Alta Italia               | 1              | 1946      | 1946            | 3      |
| Supercoppa Serie C              | 2              | 2001      | 2022            | 2      |
| Coppa Italia Semiprofessionisti | 6              | 1972-1973 | 1980-1981       | 24     |
| Coppa Italia Serie C            | 17             | 1981-1982 | 2021-2022       | 24     |
| Coppa Italia Lega Pro           | 1              | 2016-2017 | 2016-2017       | 24     |
| Coppa Italia Serie D            | 1              | 2018-2019 | 2018-2019       | 1      |

### Partecipazione alle coppe regionali
| Competizione | Partecipazioni | Debutto | Ultima stagione | Totale |
| ------------ | -------------- | ------- | --------------- | ------ |
| Coppa Emilia | 2              | 1916    | 1916-1917       | 2      |

### Partecipazione alle coppe internazionali
| Competizione                                   | Partecipazioni | Debutto   | Ultima stagione | Totale |
| ---------------------------------------------- | -------------- | --------- | --------------- | ------ |
| Coppa Piano Karl Rappan                        | 1              | 1963-1964 | 1963-1964       | 1      |
| Coppa Anglo-Italiana                           | 2              | 1981      | 1982            | 2      |
| Torneo Internazionale dell'Amicizia di Ginevra | 1              | 1947      | 1947            | 1      |

### Statistiche di squadra
Il Modena, nel corso della sua storia, ha ottenuto cinque promozioni dalla Serie B alla Serie A, nelle stagioni 1937-1938, 1940-1941, 1942-1943, 1961-1962 e 2001-2002. Sei sono le promozioni dalla terza serie nazionale al campionato cadetto; in particolare sono tre quelle dalla Serie C alla Serie B, stagioni 1960-1961, 1974-1975 e 2021-2022, e tre quelle dalla Serie C1 alla Serie B, nelle stagioni 1985-1986, 1989-1990 e 2000-2001. Due i salti di categoria invece, dalla quarta serie nazionale alla terza: uno dalla Serie C2 alla Serie C1, avvenuto nel campionato 1979-1980 e uno dalla Serie D alla Serie C, ottenuto nel campionato 2018-2019 tramite ripescaggio.
In totale sono 28 i campionati di massima serie alla quale i canarini hanno preso parte. Essi si dividono in cinque campionati di Prima Categoria, cinque di Prima Divisione, cinque campionati di Divisione Nazionale e tredici della moderna Serie A. Il miglior piazzamento in massima serie dei canarini, è il terzo posto ottenuto nel campionato di Serie A 1946-1947. Tuttavia, il campionato nella quale i modenesi contano più partecipazioni è quello di Serie B: sono infatti ben 53, a partire dalla stagione 1932-1933, che valgono il secondo posto come squadra più presente nel campionato cadetto a pari merito col Verona e dietro solo al Brescia. Il campionato di Serie B è stato vinto per due volte nella storia dal Modena. Venticinque invece le partecipazioni a un campionato di terza serie, esattamente otto al campionato di Serie C (vinto tre volte), sedici al campionato di Serie C1 (vinto due volte) e una in Lega Pro. A questi si aggiungono due campionati di quarta serie disputati dal Modena durante la sua storia: uno semiprofessionistico di Serie C2 disputato e vinto nella stagione 1979-1980, e uno dilettantistico (unico della ultracentenaria storia del club) di Serie D nel 2018-2019.
Per quanto riguarda le coppe nazionali è la Coppa Italia il torneo che vede più partecipazioni dei canarini con 55 presenze dalla stagione 1926-1927; il massimo risultato ottenuto è stata la semifinale raggiunta nel 1941-1942. Ventiquattro invece le partecipazioni alla Coppa Italia riservata alle squadre partecipanti ai campionati semiprofessionistici, mentre è una sola la partecipazione alla Coppa Italia riservata alle squadre che disputano il campionato di Serie D. Da ricordare inoltre le due vittorie della Supercoppa di Serie C nel 2001 e nel 2022 e, in ambito regionale, la vittoria della Coppa Emilia nel 1916-1917.
In ambito internazionale la squadra modenese vanta due vittorie nella Coppa Anglo-Italiana, nel 1981 e nel 1982, in un periodo in cui erano ammesse formazioni semiprofessionistiche italiane e dilettantistiche inglesi e la vittoria nel Torneo Internazionale dell'Amicizia di Ginevra nel 1947.

### Statistiche individuali
Il miglior marcatore di sempre nella storia del Modena è Alfredo Mazzoni con 91 reti realizzate. Di ruolo interno sinistro, ha militato nelle file gialloblù in tre diversi periodi: dopo essere stato promosso dalla squadra riserve nel 1924, è rimasto a Modena per sette anni fino al 1931, salvo poi tornare per la stagione 1935-1936 e nuovamente otto anni dopo nel campionato di guerra 1944 nelle vesti di allenatore-giocatore.
Il miglior cannoniere stagionale è il centravanti Remo Galli che nella stagione 1933-1934 mise a segno ben 32 reti (26 delle quali gli garantirono il titolo di capocannoniere di Serie B, mentre le restanti 6 le segnò nel girone finale).
Il primatista di presenze in maglia gialloblù è il terzino Renato Braglia. Nativo di Bomporto in Provincia di Modena, durante la sua carriera indossò per 17 stagioni consecutive la maglia del Modena collezionando 518 presenze in partite ufficiali fra il 1939 e il 1957.
Di seguito le top 10 dei primatisti di presenze e reti in maglia gialloblù.
| Record di presenze - 518 Renato Braglia - 345 Armando Perna - 325 Astro Galli - 324 Bruno Dugoni - 317 Marco Ballotta - 298 Simone Gozzi - 265 Maino Neri - 255 Francesco Aguzzoli - 246 Giuseppe Barucco - 245 Juri Tamburini | Record di reti - 91 Alfredo Mazzoni - 90 Renato Brighenti - 67 Vittorio Sentimenti - 65 Otello Zironi - 63 Antonio Carnevali - 53 Roberto Bellinazzi - 53 Mauro Rabitti - 52 Salvatore Bruno - 50 Luigi Scarascia - 49 Raúl Banfi |

## Tifoseria

### Storia

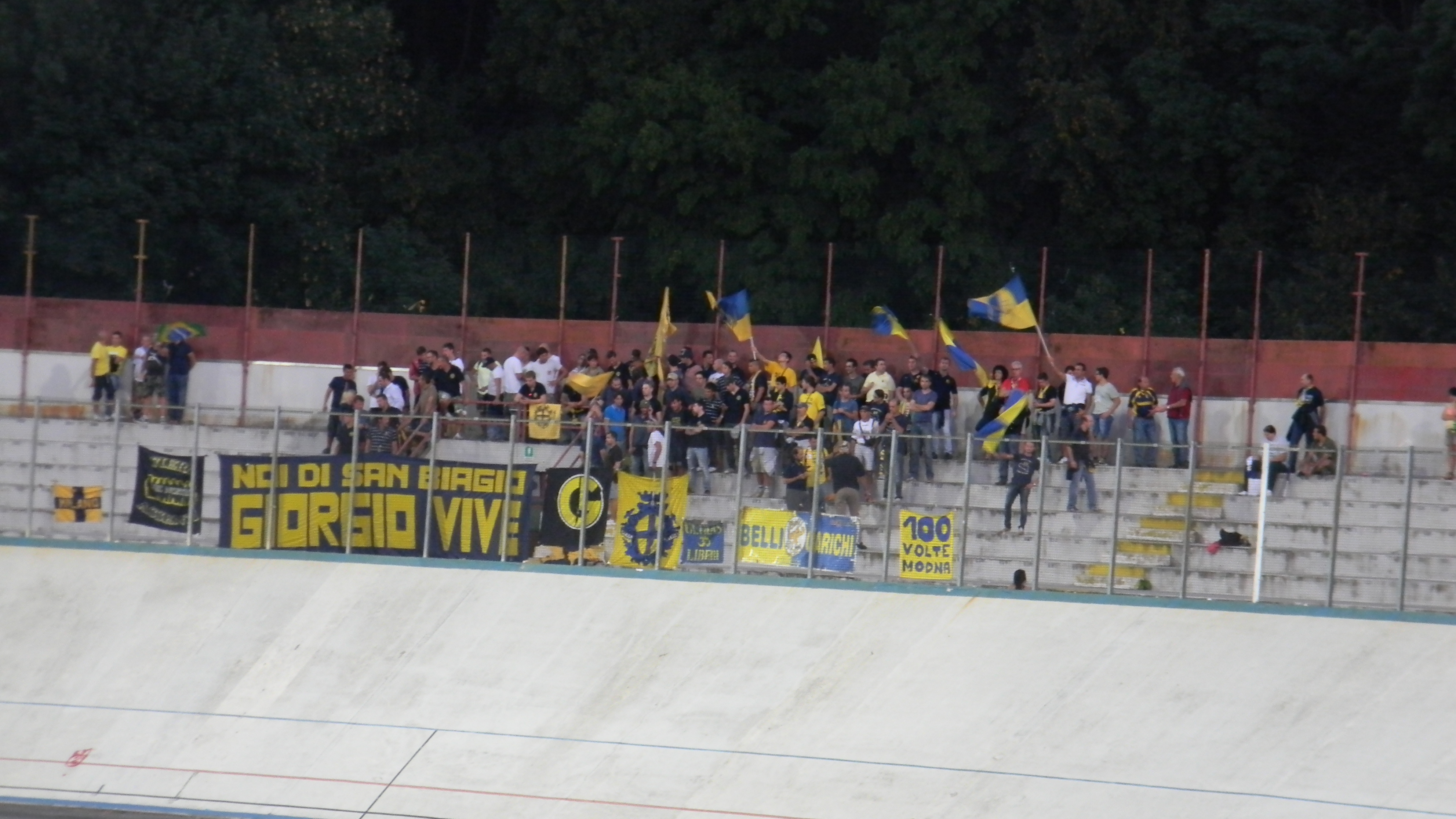
Tifosi del Modena durante una trasferta.

Per le partite casalinghe la tifoseria organizzata si riunisce nella curva sud dello Stadio Alberto Braglia, dal 2000 intitolata a Luigi Montagnani.
Dal 2016, dopo un paio d'anni dallo scioglimento dell'unico gruppo ultras Curva Sud, i gruppi di tifo organizzato principali sono Vecchie Brigate 1975 e Quei Bravi Ragazzi 1912.

### Gemellaggi e rivalità
La tifoseria modenese è gemellata con gli ultras del Messina e del Venezia. Con i lagunari vi era la tradizione di fare un giro di campo durante l'intervallo delle partite dove si affrontavano le due squadre, sbandierando insieme ciascuno i propri vessilli. Tuttavia questi gemellaggi, nati tra la fine degli anni 1980 e l'inizio di quelli 1990, si sono affievoliti nel corso degli anni 2010 a causa della militanza in diverse categorie per diverse stagioni di queste squadre e del Modena e le poche occasioni in cui si sono potute affrontare. Dalla seconda metà degli anni 2010 si è rinsaldato il gemellaggio con il Venezia, che tuttavia è rimasto sempre solido e molto sentito da entrambe le parti. In ambito internazionale i tifosi modenesi sono gemellati con quelli del Siviglia dalla metà degli anni 2000.
Buoni rapporti si hanno con le tifoserie di Pistoiese, Sampdoria (per la comune rivalità con quella del Genoa), Bari, Cittadella, Crotone e Campobasso. In passato la tifoseria modenese ha avuto rapporti di gemellaggio o amicizia con quelle dello Spezia, del Parma, del Prato, del Livorno, della Fiorentina, del Padova, dell'Hellas Verona e del Piacenza e internazionalmente con quella del Real Sociedad.
Tra le maggiori rivalità ci sono invece quelle con varie realtà calcistiche corregionali: il Derby della Secchia, giocato contro il Bologna e così chiamato per via della guerra della secchia rapita, retaggio della storica battaglia di Zappolino in epoca medioevale, è in assoluto la sfida più sentita dalla tifoseria del Modena, cui per importanza segue a ruota quella con la Reggiana con cui è disputato il Derby del Secchia, dall'omonimo fiume che passa attraverso le due province. Vi sono inoltre i derby provinciali con il Sassuolo, molto sentito dai modenesi con l'arrivo della squadra neroverde in Serie B e conseguente condivisione forzata dello stadio Braglia (non vista di buon occhio dalla tifoseria gialloblù), e quello con il Carpi, pur se sentito in maniera minore. Da non dimenticare infine il cosiddetto Derby della Ghirlandina, stracittadina modenese oggi scomparsa che si svolse, negli anni 1910, fra i gialloblù e i dissidenti che rifondarono brevemente l'Audax.
Altri derby regionali e conseguenti rivalità si hanno con: Parma (rivalità nata nella stagione 1986-87 dopo un gemellaggio che era in atto dagli anni 1970),SPAL (Derby Estense), Cesena, Ravenna e Rimini. Vi è inoltre il Derby della Bassa disputato con il Mantova col quale vi è una forte rivalità.
Altre rivalità minori si hanno con: Atalanta, Brescia, Verona, Vicenza (tutte rivalità nate negli anni 1980 in seguito a scontri tra le tifoserie), Genoa (in seguito all'aggressione degli ultrà rossoblù ai danni dei modenesi nel 1986 poi sfociata nei fatti del 1988), Padova e Varese (rivalità nate negli anni 1990), Livorno (rivalità nata nel 1999 a causa dell'invasione di campo dei tifosi amaranto e conseguente aggressione ai giocatori canarini), Como (rivalità nata nel 1999 e inasprita nel 2000 in seguito aggressione di Ferrigno ai danni del gialloblù Bertolotti), Arezzo e Triestina (rivalità nate negli anni 2000), Spezia, Torino e Reggina (per via del gemellaggio dei gialloblù col Messina, rivale dei calabresi).

## Organico

### Rosa 2025-2026
Rosa aggiornata al 14 agosto 2025.
| N. |                       | Ruolo | Calciatore                   |
| -- | --------------------- | ----- | ---------------------------- |
| 1  | Argentina (bandiera)  | P     | Leandro Chichizola           |
| 2  | Francia (bandiera)    | D     | Gady Beyuku                  |
| 3  | Italia (bandiera)     | D     | Fabio Ponsi                  |
| 4  | Italia (bandiera)     | D     | Antonio Pergreffi (capitano) |
| 6  | Italia (bandiera)     | C     | Luca Magnino                 |
| 7  | Italia (bandiera)     | D     | Francesco Zampano            |
| 8  | Italia (bandiera)     | C     | Simone Santoro               |
| 9  | Italia (bandiera)     | A     | Ettore Gliozzi               |
| 10 | Italia (bandiera)     | A     | Giuseppe Caso                |
| 11 | Portogallo (bandiera) | A     | Pedro Mendes                 |
| 12 | Italia (bandiera)     | P     | Andrea Maran                 |
| 16 | Italia (bandiera)     | C     | Fabio Gerli                  |
| 17 | Francia (bandiera)    | C     | Yanis Massolin               |
| 18 | Finlandia (bandiera)  | C     | Niklas Pyyhtiä               |
| 19 | Togo (bandiera)       | D     | Steven Nador                 |

| N. |                        | Ruolo | Calciatore            |
| -- | ---------------------- | ----- | --------------------- |
| 20 | Paesi Bassi (bandiera) | D     | Bryant Nieling        |
| 22 | Italia (bandiera)      | P     | Michele Pezzolato     |
| 23 | Italia (bandiera)      | C     | Francesco Di Mariano  |
| 24 | Italia (bandiera)      | C     | Marco Oliva           |
| 25 | Italia (bandiera)      | D     | Alessandro Dellavalle |
| 28 | Italia (bandiera)      | D     | Davide Adorni         |
| 29 | Italia (bandiera)      | D     | Matteo Cotali         |
| 33 | Italia (bandiera)      | D     | Cristian Cauz         |
| 34 | Italia (bandiera)      | D     | Edoardo Olivieri      |
| 77 | Italia (bandiera)      | D     | Daniel Tonoli         |
| 78 | Italia (bandiera)      | P     | Fabrizio Bagheria     |
| 80 | Grecia (bandiera)      | C     | Ioannis Sarris        |
| 92 | Francia (bandiera)     | A     | Grégoire Defrel       |
| 98 | Italia (bandiera)      | A     | Luca Zanimacchia      |

### Staff tecnico
Dal sito ufficiale della società:
Staff tecnico
- Andrea Sottil - Allenatore
- Gianluca Cristaldi - Vice allenatore
- David Rodríguez - Collaboratore tecnico
- Matteo Tomei - Preparatore dei portieri
- Cristian Bella - Responsabile della preparazione atletica
- Domenico Bronzi - Preparatore atletico
- Alessandro Brandoli - Preparatore atletico
- Salvatore Gentile - Responsabile match analysis e analista tattico
- Andrea Pulga - Match analyst
- Eugenio Vassalle - Mental coach
- Davide Marzani - Magazziniere
- Claudio Pifferi - Magazziniere

Staff sanitario
- Paolo Minafra - Responsabile sanitario
- Claudio Guicciardi - Medico sociale
- Massimiliano Pergreffi - Medico sociale
- Riccardo Levrini - Responsabile dei fisioterapisti
- Jacopo Bigliazzi - Fisioterapista
- Andrea Martinelli - Fisioterapista